# Планций Вар
Марк Планций Вар (на латински: Marcus Plancius Varus) е анатолийски римлянин от 1 век.
Родителите му са от Лацио, Италия, и се преселват по време на Римската република в Галация, Анатолия.
Планций Вар е претор през 56 – 69 г. по времето на управлението на император Нерон. По времето на император Веспасиан 69 – 79 г. Вар служи като проконсул на Витиния и Понт и сече монети. Той се жени за Иродиадийската принцеса Юлия, дъщеря на Тигран VI от Армения. След службата си Вар и фамилията му се местят в Перге в римската провинция Памфилия.
Той издава избягалия си приятел Гней Корнелий Долабела (роднина на Галба и вероятен престолонаследник) на новия император Вителий, който нарежда да го заведат в Интерамна и 69 г. по пътя за там го убиват.

## Деца
- Гай Планций Вар, римски сенатор и консул при император Адриан (117 – 138);
- Планция Магна, омъжена за римския сенатор от Перге Гай Юлий Корнут Тертул (суфектконсул през 100 г.).

Планций Вар и децата му са патрони на Перге.